# USS Holland (1900)

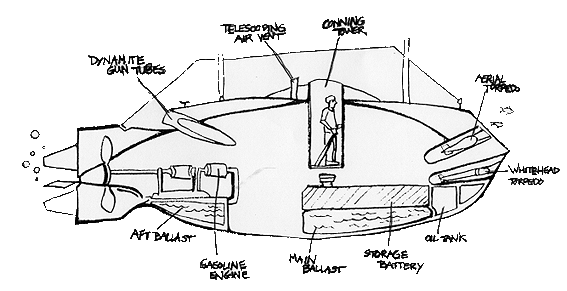
Diagram USS Holland

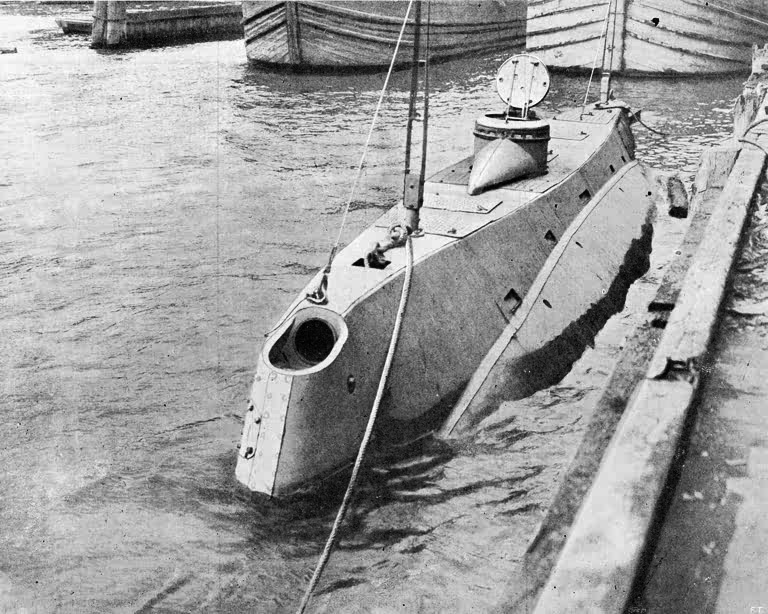
USS Holland met in de boeg de loop van het dynamiet kanon

De USS Holland (SS-1) was de eerste moderne onderzeeër in dienst van de Amerikaanse marine. De onderzeeboot was in feite de Holland VI, een zesde onderzeeboot die John Philip Holland’s Torpedo Boat Company liet bouwen op de Cresent-scheepswerf. De boot werd op 11 april 1900 gekocht door de marine en na uitvoerige testen in dienst genomen op 12 oktober 1900.

## Ontwerp en bouw
De onderzeeboot werd gebouwd op de Cresent-scheepswerf voor de Holland Torpedo Boat Company. Dit bedrijf ging later op in de Electric Boat Company. Het was een ontwerp van de Ier John Philip Holland en de tewaterlating gebeurde in 1897.
De onderzeeër was voorzien van elementen die nog steeds een belangrijke rol spelen, zoals een gestroomlijnde vorm, twee verschillende motoren voor de aandrijving en moderne wapensystemen. Er was een kleine commandotoren voorzien van patrijspoorten voor de navigatie en voor het richten van de boot voor het lanceren van torpedo’s. Periscopen waren destijds nog niet in gebruik voor onderzeeboten. Verder waren er ballasttanks voor het trimmen van de boot. De Holland VI kreeg een bemanning van zes koppen en kon maximaal 23 meter diep duiken.
De bewapening bestond uit een torpedobuis en drie 457mm-torpedo’s. Verder was er een 214mm-dynamietkanon. Dit was een kanon dat projectielen kon afschieten met perslucht. Het bereik was echter beperkt. Er was een vergelijkbaar tweede kanon achterin, maar dit is later verwijderd om ruimte te maken voor een tweede rookgasafvoerkanaal voor de motor. Er waren twee motoren ingebouwd. Een verbrandingsmotor voor de bovenwatervaart en een elektromotor voor de voortstuwing onder water. De viertakt Otto motor had een vermogen van 45 pk. De elektromotor had een vermogen van 50 pk en onttrok energie aan een batterij. De motoren dreven een schroef aan. Dit maakte een snelheid van 6 knopen mogelijk en  onder water was dit nog altijd 5,5 knopen. Het bereik onder water was 30 zeemijl en boven water was er voldoende brandstof aan boord voor een reis van 200 zeemijl.

## In dienst
De Holland VI werd getest en overgenomen door de Amerikaanse marine. Op 12 oktober 1900 werd ze als USS Holland (SS-1) officieel in dienst gesteld. Vier dagen later werd hij versleept van de haven van Newport naar Annapolis in Maryland. Hier werd hij gebruikt voor de opleiding en training van onderzeebootbemanningen. Hij werd ook gebruikt voor testvaarten om daarmee ervaring op te doen voor latere modellen. Tussen 8 en 10 januari 1901 maakte hij een bovenwatervaart van Annapolis naar Norfolk in de staat Virginia, een reis van 166 zeemijl (267 km).
De USS Holland bleef bijna gedurende zijn hele militaire carrière in Annapolis. Alleen in de periode van 15 juni tot 1 oktober 1901 was hij gestationeerd in Newport in Rhode Island. Terug in Annapolis werd hij uit dienst gesteld op 17 juli 1905.
Op 18 juni 1913 werd hij verkocht. De koper was verplicht een borgsom te storten van 5000 dollar om er zeker van te zijn dat hij daadwerkelijk werd gesloopt. Desondanks werd hij op diverse plaatsten tentoongesteld en kwam voor een aantal jaren te liggen in het Paterson museum voordat hij echt werd gesloopt in 1932.

## Vervolgopdracht
De augustus 1900 stemde het Amerikaanse Congres in met een bestelling van nog eens zeven exemplaren, die enigszins afweken van de USS Holland, bij de Crescent werf. De boten behoorden tot de A-klasse of Plungerklasse. De thuishaven was New Suffolk op Long Island in de jaren 1899-1905 en dit was de eerste onderzeebootbasis van de Amerikaans marine. Na deze order ging de werf onderzeeërs bouwen voor buitenlandse klanten.